# Артур Войдат
Артур Войдат (пол. Artur Wojdat, 20 травня 1968) — польський плавець.
Призер Олімпійських Ігор 1988 року, учасник 1992 року.
Призер Чемпіонату світу з водних видів спорту 1991 року.
Призер Чемпіонату світу з плавання на короткій воді 1993 року.
Чемпіон Європи з водних видів спорту 1989, 1991 років.
Переможець літньої Універсіади 1991 року.